# Криничне (Охтирський район)
Крини́чне — село в Україні, у Тростянецькій міській громаді Охтирського району Сумської області. Населення становить 360 осіб. Колишній орган місцевого самоврядування — Криничненська сільська рада. 
Після ліквідації Тростянецького району 19 липня 2020 року село увійшло до Охтирського району.

## Географія
Селом протікає річка Радомля. Нижче за течією на відстані 2 км розташоване село Машкове. На річці кілька загат. Поруч проходить автомобільна дорога Т 1913.

## Символіка
Герб: щит скошений праворуч, у синьому верхньому полі золоте серце, пробите навхрест двома срібними стрілами вістрями вниз. Над серцем золотий лапчастий хрест. Угорі обабіч дві стрібні восьмикутні зірки, внизу одна така ж зірка. В нижньому золотому полі червона криниця-журавель (герб є промовистим). Щит увінчаний сільською геральдичною короною з колосками.  
Прапор: квадратне полотнище, розділене по діагоналі з верхнього кута від древка на два трикутні поля. У верхньому на синьому тлі жовте серце, пробите навхрест двома білими стрілами вістрями вниз. Над серцем жовтий лапчастий хрест. Угорі обабіч дві білі восьмикутні зірки, внизу одна така ж зірка. Внизу на золотому тлі червона криниця-журавель.

## Історія
За даними на 1864 рік у казеній слободі Боромлянської волості Охтирського повіту Харківської губернії мешкало 746 осіб (407 чоловічої статі та 339 — жіночої), налічувалось 91 дворове господарство, існували православна церква та винокурний завод.
Станом на 1914 рік кількість мешканців зросла до 1145 осіб.

## Відомі люди
В поселенні народились:
- Клюшников Іван Петрович (1811—1895) — український поет і педагог.
- Бібіков Павло Никонович (1903—1985) — радянський військовий діяч.
- Громовий Микола Петрович (1932) — український художник-пейзажист.